# Тримбл, Мело
Роме́ло Дела́нте «Ме́ло» Три́мбл (англ. Romelo Delante «Melo» Trimble; род. 2 февраля 1995, Вашингтон, США) — американский профессиональный баскетболист, играющий на позиции разыгрывающего защитника.

## Карьера
Свою студенческую карьеру Тримбл провёл, играя за «Мэриленд Террапинс». В 2017 году объявил о намерении отказаться от своего последнего студенческого сезона и принять участие в драфте НБА.
Не став выбранным на драфте НБА 2017 года, отыграл за «Филадельфия Севенти Сиксерс» в Летней лиге НБА, после чего подписал контракт с «Миннесота Тимбервулвз», но уже в середине октября клуб отказался от игрока. Немного позже Мело присоединился к «Айова Вулвз». За 48 игр в Джи-Лиге НБА его средняя статистика составила 16,2 очка и 5,2 передачи.
В августе 2018 года перешёл в «Кэрнс Тайпанс». Сыграл за команду 28 игр и по итогу сезона вошёл во вторую символическую пятёрку НБЛ, набирая в среднем за игру 22,5 очка и 4,6 передачи.
По окончании сезона Тримбл присоединился к «Пиратас де Кебрадильяс». В 26 играх чемпионата Пуэрто-Рико он набирал в среднем 17,4 очка и 6,3 передачи.
В апреле 2019 года подписал контракт с «Мельбурн Юнайтед». За 31 игру в НБЛ средняя статистика Мело составила 19,9 очка и 4,3 передачи.
В марте 2020 года стал игроком «Эстудиантеса», но не провёл за команду ни одной игры из-за пандемии COVID-19. В середине июня 2020 года перешёл в «Фуэнлабрада». Провёл за команду в чемпионате Испании 34 игры, в которых набирал в среднем 16,4 очка и 3,4 передачи. По итогам турнира был включён во вторую символическую пятёрку.
В августе 2021 года Тримбл присоединился к «Галатасараю». Вместе с командой дошёл до полуфинала чемпионата и Кубка Турции.
В июле 2022 года Мело перешёл в «Шанхай Шаркс». Он провёл за команду 43 игры в Китайской баскетбольной ассоциации. Его средняя статистика составила 18,1 очка и 5,1 передачи.
В июле 2023 года подписал контракт с ЦСКА.

## Сборная США
Тримбл был членом сборной США на Панамериканских играх 2015 года, где завоевал бронзовую медаль.

## Достижения

### Клубные
- Чемпион Единой лиги ВТБ (2): 2023/2024, 2024/2025
- Обладатель Суперкубка Единой лиги ВТБ: 2024
- Чемпион России (2): 2023/2024, 2024/2025

### Сборная США
- Бронзовый призёр Панамериканских игр: 2015